# Baschneft-Fall
Der Baschneft-Fall bezeichnet den Streit zwischen dem staatlichen Ölkonzern Rosneft und dem privaten russischen Mischkonzern AFK Sistema. Es handelt sich dabei um eine der am kontroversesten diskutierten rechtlichen Auseinandersetzungen im heutigen Russland.
Am 3. Mai 2017 hatten Rosneft und der Ölkonzern Baschneft eine Schadensersatzklage gegen die AFK Sistema und ihre Tochtergesellschaft Sistema-Invest über 106,6 Milliarden Rubel eingereicht. Der Schaden soll bei der Restrukturierung von Baschneft in den Jahren 2013 bis 2014 – als AFK Sistema Hauptanteilseigner von Baschneft war – entstanden sein. Zwischenzeitlich erhöhten die Kläger die Summe der Forderungen auf 170,6 Milliarden Rubel. Der Aktienkurs der börsennotierten AFK Sistema brach nach Bekanntwerden der Klage ein.
Der Rechtsstreit mit der größten staatlichen Ölfirma war für die Marktkapitalisierung eines der führenden Privatanleger in der russischen Wirtschaft ein schwerer Schlag und wurde zu einer der bekanntesten rechtlichen Auseinandersetzungen seit dem Yukos-Schiedsverfahren. Nach Ansicht einiger Experten hatte dies einen erheblichen Einfluss auf das Investitionsklima in Russland.

## Hintergrund
2005 kaufte Sistema Sperrminoritäten von sechs baschkirischen Ölproduktions-, Raffinerie- und Einzelhandelsunternehmen für 600 Millionen US-Dollar: Baschneft, Ufaorgsintez, Novoil, Ufaneftekhim, Ufa Refinery und Baschkirnefteprodukt. 2009 erwarb Sistema Mehrheitsbeteiligungen an den baschkirischen Unternehmen für 2 Milliarden US-Dollar und konsolidierte diese daraufhin auf der Basis von Baschneft. Sistema besaß einen direkten Mehrheitsanteil an dem Ölkonzern, während sich seine Sperrminorität im Besitz von Sistema Invest befand, wobei eine 51%ige Beteiligung von Sistema gehalten wurde und die restlichen 49 % von Baschneft gehalten wurden.
Im Dezember 2014 übertrug Sistema Baschneft gezwungenermaßen an die Föderale Agentur für Verwaltung des staatlichen Eigentums (Rosimushchestvo), da die von Baschneft in den 1990er Jahren ohne Beteiligung von Sistema durchgeführten Privatisierungsgeschäfte für rechtswidrig befunden worden waren. Sistema wurde später als gutgläubiger Erwerber des Eigentums anerkannt und erhielt gemäß einem Gerichtsbeschluss eine Entschädigung von dem Verkäufer Ural Invest.
Im Oktober 2016 erwarb der Staatskonzern Rosneft im Rahmen einer „Reprivatisierung“ für 329,7 Milliarden Rubel einen Anteil von 50,08 % an Baschneft, während der verbleibende Sperranteil an die Republik Baschkortostan übertragen wurde. Später erwarb Rosneft im Rahmen eines Übernahmeangebots die Baschneft-Anteile von Minderheitsaktionären und der Anteil am Unternehmen stieg auf 57,7 %.

### Chronologie des Rechtsstreits mit Sistema
Am 15. Mai 2017 registrierte das Schiedsgericht von Baschkortostan eine Klage über 106,6 Milliarden Rubel, die von Rosneft und Baschneft gegen Sistema eingereicht wurde. Eine Vorverhandlung des Falles wurde für den 6. Juni angesetzt und Irina Nurislamowa wurde als Richterin für diesen Fall bestimmt. Nach Angabe von Rosneft bestand „der Grund für den Prozess darin, dass infolge einiger Verwaltungsverfahren, nämlich Restrukturierungen, einige Vermögenswerte aus dem Unternehmen entnommen wurden“.
Am 23. Mai reichte Rosneft beim Schiedsgericht der Republik Baschkortostan einen Antrag auf Erhöhung des Anspruchs auf 170,6 Milliarden Rubel ein, mit der gemäß NZZ „sonderbaren“ Begründung, dass der Wechselkurs RUB/USD sich seit der Umstrukturierung von Baschneft verändert habe.
Die Regierung der Republik Baschkortostan (sie ist im Besitz eines 25%igen Anteils an Baschneft) schloss sich der Rechtssache auf Seiten der Kläger an. Nach der Vorverhandlung erhöhte das Gericht die Höhe des Anspruchs von 106,6 Milliarden Rubel auf 170,6 Milliarden Rubel, unterstützte einen Antrag des Ministeriums für Land und Eigentumsbeziehungen der Republik Baschkortostan, sich der Klage als Mitkläger anzuschließen, und lehnte den Antrag von Sistema ab, die Föderale Agentur für Verwaltung des staatlichen Eigentums (Rosimushchestvo) als Drittpartei auf Seiten der Beklagten einzubeziehen.
Am 20. Juni registrierte das Gericht in Baschkortostan einen Antrag von Baschneft und Rosneft auf Ablehnung des Anspruchs gegen Sistema. Der Sprecher von Rosneft erklärte, das Unternehmen habe den Antrag nicht eingereicht und es habe ein „Missverständnis“ gegeben. Später erklärte das Gericht die Veröffentlichung des „falschen“ Dokuments als „technische Störung“; jedoch stiegen die Aktien von Sistema in den wenigen Minuten ab dem Erscheinen des Antrags (bis dieser von Rosneft zurückgezogen wurde) zunächst um 16 % auf 148,2 Milliarden Rubel an und fielen dann um 7 % auf 134,7 Milliarden Rubel. Sistema bat daher die Zentralbank von Russland, eine Untersuchung zum Versuch der Marktmanipulation nach dem gefälschten Schreiben an das Schiedsgericht von Baschkortostan durchzuführen.
Am 21. Juni legte Sistema Einspruch gegen die Beteiligung von Baschkortostan in dem Fall mit Rosneft ein. Mit der Behauptung, die Ansprüche seien absurd, wandte sich Sistema an Rosneft und schlug eine außergerichtliche Beilegung des Anspruchs durch die Beauftragung eines unabhängigen Wirtschaftsprüfers (eines der „Big Four“-Unternehmen) vor, um die Maßnahmen des Unternehmens während der Umstrukturierung von Baschneft im Jahr 2014, die Ergebnisse der Umstrukturierung und „die finanziellen Folgen dieser Reorganisation für den Ölkonzern“ zu beurteilen, um „das Vorhandensein etwaiger Verluste fair und unparteiisch festzustellen“.
Die Geschäftsführung von Rosneft, die zuvor angegeben hatte, dass eine Einigung möglich sei, lehnte die vorgeschlagene Streitbeilegung mit Beteiligung einer Drittpartei ab und beantragte als vorläufige Maßnahme, einen Anteil von 31,76 % an MTS, einen Anteil von 100 % an Medsi Group und einen Anteil von 90,47 % an Bashkir Power Grid Company, die sich im Besitz von Sistema und Sistema Invest befand, einzufrieren.
Am 27. Juni fand vor dem Schiedsgericht von Baschkortostan die erste Anhörung zur Sachlage statt, bei welcher der Antrag von Sistema abgelehnt wurde, Rosimushchestvo als Drittpartei in die Sache einzuschließen. Die nächste Anhörung wurde für den 12. Juli angesetzt[30]. Das Gericht wies Sistema außerdem an, Nachweise darüber vorzulegen, dass durch die Restrukturierung von Baschneft keine Verluste aufgetreten waren, sowie Nachweise über einen positiven wirtschaftlichen Effekt der Restrukturierungen zu erbringen, was laut den Anwälten von Sistema der Erklärung des Obersten Gerichtshofs und der bestehenden gerichtlichen Praxis widersprach, der zufolge „die ‚Beweislast‘ bei den Klägern liegt“.
Am 6. Juli bestätigte das Gericht in Baschkortostan die vorläufigen Maßnahmen gegen Sistema und lehnte den Antrag von Sistema auf Gegensicherheit für den Anspruch von Rosneft ab. Dieser sei nach Angaben von Sistema nötig, da nach dem Gesetz eine Partei, die Sicherheitsmaßnahmen beantragt, für mögliche durch derartige Maßnahmen verursachte Schäden haftbar sein müsse.
Als erste Instanz verpflichtete das Gericht im August 2017 Sistema zu einer Zahlung von 136 Milliarden Rubel. Sistema kündigte an, das Urteil anzufechten.

### Chronologie der Entlassung und Anklage des Wirtschaftsministers Uljukajew
Alexei Uljukajew wurde am 14. November 2016 verhaftet und unter Hausarrest gestellt. Ihm wurde vorgeworfen, im Rahmen der Übernahme des staatlichen Ölkonzerns Baschneft zwei Millionen Dollar Schmiergeld angenommen zu haben Beobachter sahen darin politische Motive Präsident Putins, um Uljukajew loszuwerden. Das Verfahren gilt als konstruiert. Uljukajew galt als Liberaler, der sich für eine Reduktion des Staatsanteils einsetzte.
Am 8. August 2017 begann vor einem Bezirksgericht in Moskau der Prozess gegen Uljukajew. TASS schrieb, Rosneft-Direktor Setschin werde persönlich gegen Uljukajew aussagen und „habe sicher Fragen an alle Beteiligten“, was in der NZZ als „bemerkenswerte Auffassung der Rolle eines Zeugen“ bezeichnet wurde.

## Positionen der Parteien
Die Kläger sind der Ansicht, dass die Umstrukturierung von Baschneft in den Jahren 2013–2014 eine Wertminderung der Vermögenswerte des Ölkonzerns zur Folge hatte. Die Umstrukturierung beinhaltete die Beendigung der kreisförmigen Eigentumsstruktur, eine Abspaltung der nicht zum Kerngeschäft gehörenden Geschäftsfelder, den Rückkauf eigener Aktien von Minderheitsaktionären sowie die spätere Annullierung dieser Anteile. Rosneft bestreitet die Rechtmäßigkeit dieser Maßnahmen nicht, bringt jedoch vor, dass die Umstrukturierung der Öl-Anlagen von Sistema in Bashkortostan eine „vorsätzliche und gezielte Aktion zur Schädigung“ darstellte. Der neue Eigentümer beschloss, die vorgeblich erlittenen Verluste wieder zu erlangen – jedoch nicht von der Föderalen Agentur für Verwaltung des staatlichen Eigentums, welche die Vermögenswerte tatsächlich verkauft hat, sondern von dem vorherigen Eigentümer von Baschneft, wobei diese Entscheidung als Bemühung zum „Schutz ihrer Aktionäre“ und zur Rückerlangung der „abgenommenen Vermögenswerte“ dargestellt wurde.
Sistema war der Ansicht, dass die Ansprüche von Rosneft unbegründet waren, und reagierte mit der Veröffentlichung der maßgeblichen Unterlagen und Präsentationen, in denen ihre Geschäftsführung von Baschneft bis 2014 sowie die Gründe für die Umstrukturierung dargelegt wurden. Sistema betonte, dass keiner der Kläger gesetzlich befugt war, ein Gerichtsverfahren anzustrengen, und empfahl, dass Rosneft die seiner Ansicht nach verletzten Rechte „durch ein Einleiten von Verfahren gegen den Verkäufer des Anteils“ verteidigt.
Die Wirtschaftszeitung Vedomosti stellte in ihrem Artikel „Umstrukturierung und das Geschäft der Vergangenheit“ fest, dass die Umstrukturierung, die zum Gegenstand der Ansprüche von Rosneft geworden war, eine logische Maßnahme zu sein schien: „Der Markt betrachtete die Umstrukturierung als typische Maßnahme, um das Unternehmen für einen Börsengang vorzubereiten; in diesem Zusammenhang wurden die kreisförmige Eigentumsstruktur und die nicht zum Kerngeschäft gehörenden Geschäftsfelder als Hindernis für einen erfolgreichen Börsengang (IPO) betrachtet.“ Die Aktionäre stimmten der Umstrukturierung zu und das Unternehmen ergriff Maßnahmen zum Rückkauf seiner Aktien, wie es das Gesetz vorsieht. Im Laufe dieser Vorgänge legten die Aktien von Baschneft zu (in den fünf Jahren, in denen Sistema Baschneft kontrollierte, stieg die Kapitalisierung des Unternehmens um das Sieben- bis Achtfache auf 432,4 Milliarden Rubel).
Zwischen 2009 und 2014, als Sistema der Mehrheitseigentümer von Baschneft war, verdreifachten sich die Umsätze des Ölkonzerns und stiegen von 215 Milliarden Rubel auf 637 Milliarden Rubel an, die Ölproduktion wurde um 46 % von 12,23 Millionen Tonnen auf 17,81 Millionen Tonnen erhöht und die Kapitalisierung erhöhte sich um das Sieben- bis Achtfache. Das Unternehmen hatte eine erstklassige (höchste) Bewertung an der Moskauer Börse.

## Einfluss auf das Investitionsklima
Zum Ende des Handelstages vom 3. Mai 2017 fiel die Aktie von Sistema um 37 % gegenüber dem vorhergehenden Schlusskurs auf 14 Rubel je Stammaktie. Die Kapitalisierung des Unternehmens rutschte zum Handelsschluss um 79 Milliarden Rubel auf 136 Milliarden Rubel.
Laut der Ratingagentur ACRA (Analytical Credit Rating Agency) beeinflusste der Rückgang der Aktien von Sistema nach dem Rosneft-Verfahren die Finanzstabilität des Landes und wurde zum belastendsten Ereignis für das russische Finanzsystem seit Mitte März. Zudem handelte es sich um das erste Ereignis der vergangenen Jahre, das nicht durch einen externen wirtschaftlichen Schock verursacht wurde. Der Index für finanziellen Stress, ACRA FSI, der von der Ratingagentur erstellt wird und anzeigt, wie nahe sich das russische Finanzsystem an einer Krise befindet, stieg am 3. Mai 2017 um 0,15 Punkte gegenüber dem Vortag.
Anfang Juli 2016 verzeichnete Russland den höchsten Zufluss ausländischer Investitionen in den letzten 3,5 Jahren, während die Investitionen in anderen Schwellenländern zurückgingen. Ausländische Investoren zogen im Laufe von vier Monaten mehr als 1,6 Milliarden US-Dollar aus russischen Anlagen zurück. Analysten waren der Ansicht, dass die negative Wahrnehmung des russischen Marktes in erster Linie auf interne Risiken zurückzuführen war, die eine Verschlechterung des Investitionsklimas zur Folge hatten. Dazu zählte auch die Eskalation des Konflikts zwischen Rosneft und Sistema.
Die meisten Experten (offizielle Stellen, Wirtschaftswissenschaftler, Anwälte, Politikwissenschaftler und Journalisten), die an einer Umfrage zu unternehmerischen Konflikten im russischen Energiesektor teilnahmen, die von der Platform Centre of Social Design im Mai–Juni 2017 durchgeführt wurde, erklärten, dass „der Konflikt einen negativen Einfluss auf das Investitionsklima in Russland“ hatte. Sie waren sich nur bei der Bewertung der Schwere dieses Einflusses uneinig, die von „erheblich“ („Verschlechterung des Investitionsklimas, das bereits alles andere als günstig ist“) bis „unwesentlich oder gering“ rangierte, da „das Investitionsklima nicht mehr schlechter werden kann.“
Nach der Einziehung der Sistema-Anteile an MTS, Medsi und BPGC erklärte das Unternehmen, dass zehntausende seiner Aktionäre und Aktionäre von MTS aufgrund des Verfahrens „bereits Verluste von mehr als 150 Milliarden Rubel zu verzeichnen“ hätten, was „umso empörender sei, da das Verfahren übliche unternehmerische Praktiken in Frage stellte, die 2014 öffentlich und offen ergriffen und von niemandem angefochten wurden.“